# Berenguer Ramón I de Provenza
Berenguer Ramón I de Provenza (Mauguio, 1115-Languedoc, 1144), conde de Provenza (1131-1144).
Era hijo de Ramón Berenguer III y Dulce de Provenza, que tras tener (en 1108) a Berenguela de Barcelona (futura reina de Castilla, esposa de Alfonso VII de Castilla) dio a luz un parto de gemelos del que nacieron los futuros Ramón Berenguer IV El Santo y el propio Berenguer Ramón. Fue el iniciador de una línea de condes hereditarios, de 1131 a 1167, en que se reintegró a la Casa de Aragón-Barcelona, con Alfonso II de Aragón, «el Casto». Murió en una batalla en Génova, en 1144
- El conflicto de los nombres

Es reseñable la actuación de Ramón Berenguer III y su esposa, al llamar a los gemelos de la misma forma que se llamaban la anterior pareja en el linaje: su padre (Ramón Berenguer II El Cap d'Estopes) y su tío, Berenguer Ramón II de Barcelona. 

## Títulos nobiliarios
A la muerte de su padre, en 1131, Ramón Berenguer IV hereda el Condado de Barcelona, Tarragona, Gerona, Osona, Cerdaña, Besalú, Carcasona y Razés. Berenguer Ramón se convierte en Conde de Provenza.

## Nupcias y descendencia
Con Beatriz de Melguelh tiene a Ramón Berenguer, que heredará el condado en 1144, a la muerte de su padre y tutelado por su tío, Ramón Berenguer IV, ya que aún es menor de edad.
| Predecesor: Ramón Berenguer I | Conde de Provenza 1131-1144 | Sucesor: Ramón Berenguer III |